# Szpeleológia

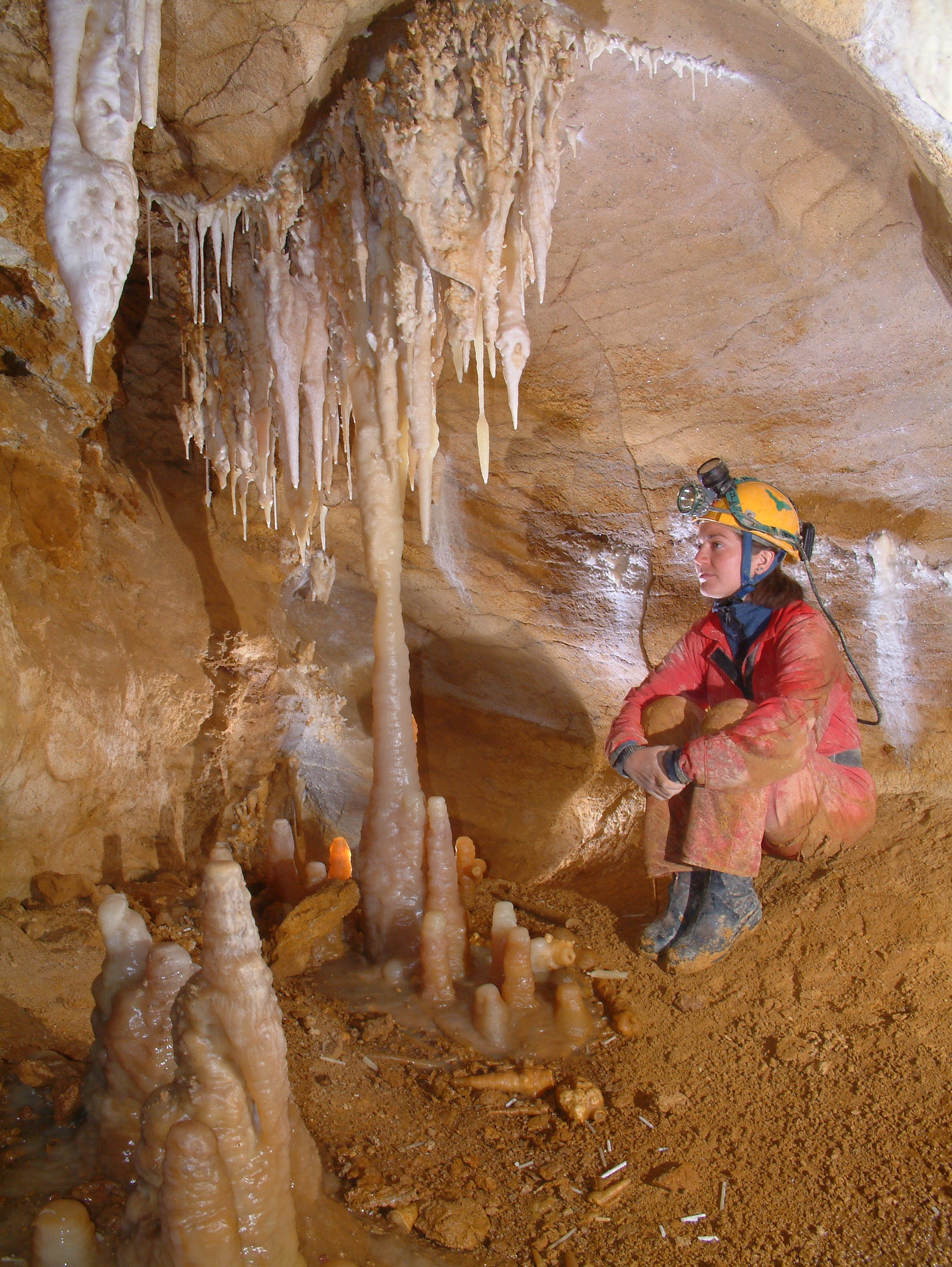
A Szomorú-fűz nevű alakzat a Pál-völgyi-barlangrendszerben

A szpeleológia barlangtant jelent, magában foglalja a barlangok és karsztterületek minden szempontból való kutatását.

## A szó eredete
A görög σπηλαιoν [szpélaion, azaz „barlang”] és a λoγos, [logosz, azaz „(tudományos) értekezés, tudomány”] szavakból alkották.

## Célja
A barlangok és karszt jelenségek feltárása, térképezése, ezek kialakulásának, fejlődésének, alaktanának tudományos vizsgálata és rögzítése. Ez egy interdiszciplináris (szakmaközi) tudomány, amely főként az alábbi tudományágakat ötvözi:
- Barlangi élettan
- Geológia
- Hidrológia
- Meteorológia (klímakutatás)
- Őslénytan
- Régészet
- Vulkanológia.

## Története
Az első magyar nyelvű barlangnév, az Oduoskw, a mai Odvas-kő, a Szent Mauríciusz Monostor 1037-es keltezésű alapítólevelében fordul elő, amelyet 1230 körül hamisítottak.  A Likaskő egy 1355-ből származó Anjou-kori oklevélben Likaskw szerepel, s azonos a Kis-Kevélyi-barlanggal.
Az első tudományos jellegű, barlangokat érintő közlést Pietro Ranzano szerzetes 1488-1490 között készült, 1558-ban Epitome rerum Hungaricum néven kinyomtatott kódexében találjuk meg. Ebben Magyarország földrajza részeként két üreget említett. Az egyik a mai Szliácsfürdő "mérges kigőzölgésű" forrásürege, a másik a Szepesi vár közelében fekvő hasadék (barlang), mely a Drevnyiki-jégbarlanggal azonosítható.
Georgius Wernherus (Werner György) De admirandis Hungariae aquis hypxomnemation című, 1549-ben megjelent könyve több barlangismertetés tartalmaz, tárgyi tévedésekkel.
1719-ben jelent meg nyomtatásban első hazai barlangmetszet a Deményfalvi-barlangról, melyet Bucholtz György készített és Mikoviny Sámuel metszette.
Az 1891-ben Miskolcon előkerült kőeszközök lökést adtak a magyar ősemberkutatásnak, a Krapinai-barlangban 1899-ben Gorjanovic Kramberger Károly által talált csontleletek már ásatás formájában kerültek napvilágra.
Az egyre több értekezés publikálására "Barlangkutatás" névvel 1913-ban indított folyóiratot a  Magyarhoni Földtani Társulat  Barlangkutató  Szakosztálya,  Kadić Ottokár és  Lenhossék Mihály szerkesztésében.

## Szervezetei
- Nemzetközi szinten az UNESCO szervezetei közé tartozó, Nemzetközi Szpeleológiai Unió (International Union of Speleology, UIS)
- Magyar szervezete a Magyar Karszt- és Barlangkutató Társulat (MKBT)
- Környezetvédelmi és Vízügyi Minisztérium Barlangtani Osztály